# Похвисневы
Похвисневы — русский дворянский род.
В гербовник внесены две фамилии Похвисневых:
1. Потомство Панфила, выехавшего из Польши к великому князю Василию Ивановичу (1505-1533) (Герб. Часть VIII. № 16). Род внесён в VI часть родословных книг Орловской и Рязанской губерний.
2. Потомство московского дворянина (1672-1678) Родиона Андреевича Похвиснева, пожалованного грамотою в 1682 году (Герб. Часть VI. № 117)[1].

При подаче документов (1686) для внесения рода в Бархатную книгу, была предоставлена родословная роспись Похвисневых.

## Описание гербов

#### Герб. Часть VI. № 117.
Герб потомства Родиона Андреевича Похвиснева: в щите имеющем голубое поле, изображены крестообразно серебряные меч и стрела, остроконечиями к золотой луне, которая рогами обращена вверх и по сторонам две восьмиугольные золотые звезды. Щит увенчан дворянским шлемом с дворянской на нём короной и тремя страусовыми перьями. Намёт на щите голубой, подложенный золотом.
Примечание: герб состоит из двух польских гербов: Пржестржал и Бойомир

#### Герб. Часть VIII. № 16.
Герб потомства выехавшего из Польши Панфила: «В щите, имеющем красное и голубое поля посередине находится малый щиток, разделенный перпендикулярно надвое, в коем в золотом и серебряном полях изображен лев. В правой половине большого щита в красном поле серебряная стрела, острием обращенная вниз к серебряному же полумесяцу (изм. польский герб Сас). В левой половине, в голубом поле, три золотых пятиугольных звезды, означенные две вверху и одна внизу (изм. польский герб Карп).
Щит увенчан дворянскими шлемом и короной со страусовыми перьями. Намёт на щите голубой и красный, подложенный золотом и серебром».

## Известные представители
- Похвиснев Никита Павлович — коломенский городовой дворянин (1627—1629).
- Похвиснев Василий Иванович — московский дворянин (1662—1692).
- Похвиснев Александр Елизарович — стряпчий (1672), стольник (1680—1686).
- Похвиснев Василий Гаврилович — стряпчий (1683).
- Похвиснев Василий Михайлович — стряпчий (1677), стольник (1686—1692), в 1685 году пожалован вотчинами за службу во время войны с Турцией и с крымским ханом.
- Похвисневы: Пётр и Михаил Елизаровичи — московские дворяне (1672—1678).
- Похвиснев N Иванович — московский дворянин (1678—1692).
- Похвисневы: Никита и Дмитрий Александровичи — стольники царицы Прасковьи Фёдоровны (1686—1692).
- Похвисневы: Илья Никитич и Иван Афанасьевич — стряпчие (1692).
- Похвисневы: Лев Александрович, Иван Михайлович, Владимир Родионович — стольники (1690—1692)[4].
- Похвиснев, Михаил Семёнович (1720 — ок. 1790) — гвардии капитан Измайловского полка принимал деятельное участие в перевороте 1762 года, впоследствии он был первым почетным опекуном и сенатором в Москве, известен как ближайший сотрудник Бецкого в деле устройства Московского воспитательного дома
- Иван Фёдорович Похвиснев — при усадьбе Константиново завёл первую в Подмосковье бумагопрядильную фабрику (1824).
- Похвиснев, Аркадий Николаевич (1816—1892) — драматический писатель и театральный рецензент, действительный статский советник.
- Похвиснев, Михаил Николаевич (1811—1882) — сенатор.